# Jackie Vautour
Pour les articles homonymes, voir Vautour (homonymie).
Jackie Vautour, de son vrai nom John L. Vautour est un pêcheur canadien, né vers 1930 à Claire-Fontaine, au Nouveau-Brunswick et mort le 7 février 2021. Il est surtout connu pour son combat contre l'expropriation de deux-cent-cinquante familles, au début des années 1970, pour créer le parc national de Kouchibouguac sur les terres anciennement occupées par huit villages.

## Origines et famille
Jackie Vautour naît vers 1930 à Claire-Fontaine.
Jackie Vautour épouse Yvonne Cormier et le couple a neuf enfants, dont Roy et Ron
.

## Affaire Jackie Vautour
À la fin des années 1960, les Acadiens du comté de Kent sont les habitants les plus pauvres et Louis Robichaud, à la fois député de Kent et premier ministre, souhaite les sortir de la misère en créant un parc national.
Le parc est donc créé en 1969, durant l'expansion du réseau des parcs nationaux canadiens dans les provinces de l'Atlantique, une entente est signée entre le gouvernement provincial de Louis Robichaud et le gouvernement fédéral de Pierre Elliott Trudeau afin de créer le parc national de Kouchibouguac. Une exigence du gouvernement fédéral est toutefois l'expropriation totale des terres servant à créer le parc.
Sept villages sont expropriés et 228 familles, représentant 1200 personnes, sont déplacées dont la famille de Jackie Vautour. Ces familles, établies depuis plusieurs générations, vivaient de la pêche et de l'agriculture[source insuffisante]. Ils sont surtout Acadiens, peu instruits et peu fortunés[source insuffisante].
Auguste Landry négocie le rachat des maisons et des terres par le gouvernement. Les familles reçoivent en moyenne entre 10 000$ et 12 000 selon la valeur des propriétés et près de la moitié acceptent l'offre. Certains expropriés crient à l'injustice car ils reçoivent beaucoup moins que les autres. Les expropriés se sentent aussi à l'étroit dans les autres communautés où ils s'établissent et les propriétaires leur demandent trop cher. Ils perdent aussi leur profession car ils doivent céder leurs droits de pêche.
Lors des manifestations étudiantes de la fin des années 1960, la question des expropriés est l'une des causes suscitant l'intérêt des étudiants, avec notamment la grève des mineurs de Nigadoo, les grèves étudiantes de l'Université Sainte-Anne et de l'Université de Moncton ainsi que la défense des droits des francophones à Moncton. L'un de ces étudiants, récemment diplômé, est Gilles Thériault, qui devient animateur social à la tête du CRASE (Conseil régional d'aménagement du Sud-est), un organisme financé par le gouvernement provincial. L'organisme est très actif et Jackie Vautour s'y démarque. Vautour est aussi le président du comité des citoyens de Claire-Fontaine et dirige la résistance à la création du parc[source insuffisante]. Le 5 novembre 1976, le shérif du comté de Kent arrive à Claire-Fontaine avec un mandat d'éviction[source insuffisante]. La maison est démolie et les effets personnels sont envoyés dans un entrepôt[source insuffisante]. La famille est logée aux frais du gouvernement provincial dans un motel de Richibouctou. Le gouvernement cesse ensuite de payer les frais et ils sont expulsés en mars 1977 par la Gendarmerie royale du Canada, qui utilise du gaz lacrymogène. Les accusations sont levées et, en juillet 1978, neuf familles dont les Vautour retournent vivre dans le parc[source insuffisante].
En 1978, 600 expropriés signent en vain une pétition demandant de ravoir leurs propriétés. Plusieurs affrontements ont lieu avec la police[source insuffisante]. Il refuse toute offre de terres ou d'argent de la part du gouvernement; ces derniers lui proposent 20 670 $ alors qu'il en demande 150 000$. En 1979, il conteste l'expropriation en cour mais le tribunal juge l'expropriation légale. Deux cents personnes causent alors une émeute dans le parc, suivie d'une autre quelques semaines plus tard. Ces émeutes précipitent la création d'une commission d'enquête, qui blâme le gouvernement fédéral et donne aux expropriés une compensation de 1,6 million de dollars.

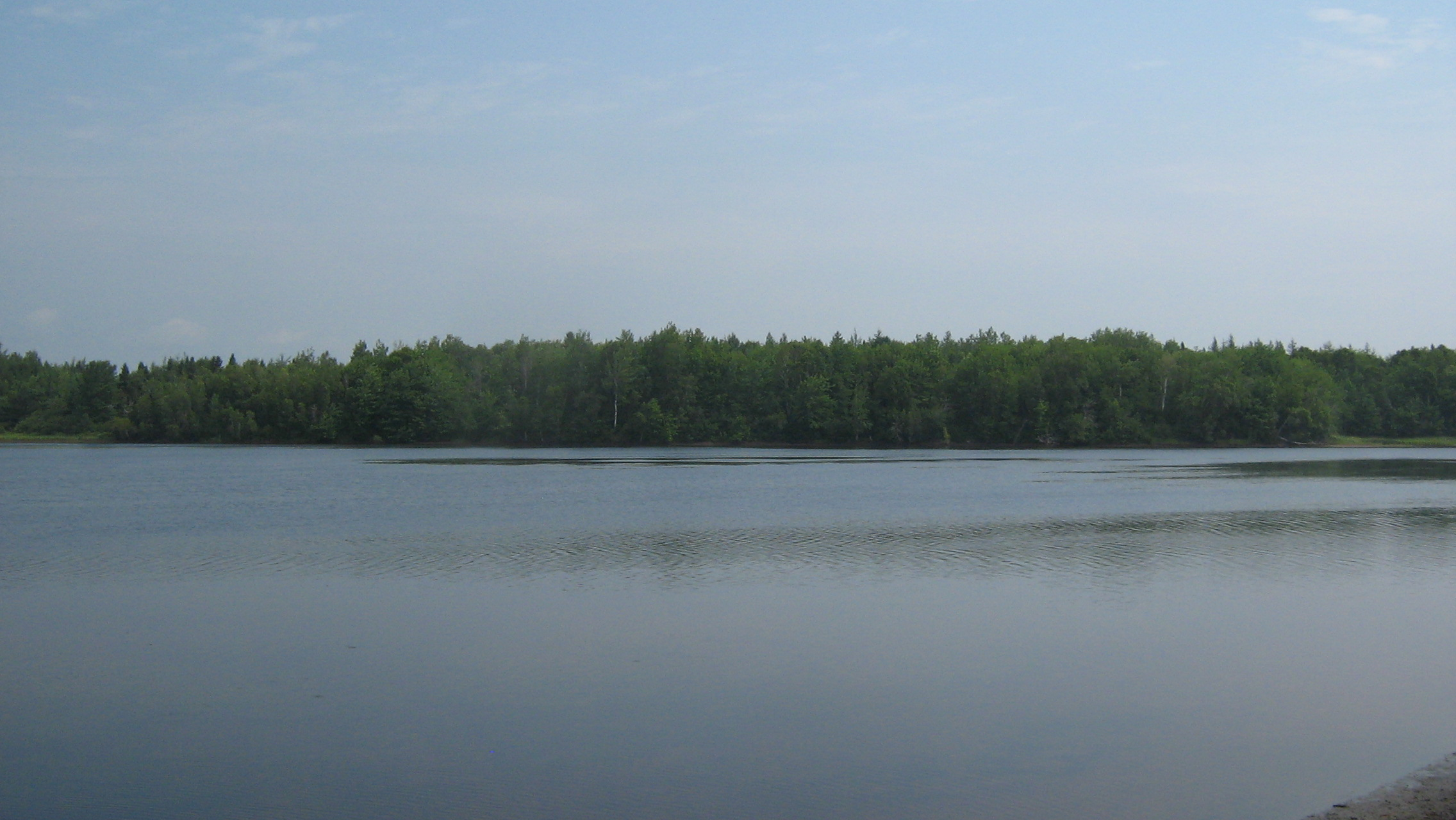
Le parc national de Kouchibouguac près de Claire-Fontaine

En 1980, Louis Robichaud déclare que les citoyens « étaient heureux d'être expropriés ». Certains des intéressés répliquent en brûlant en public un mannequin à son effigie.
En 1998, Jackie Vautour, son épouse Yvonne ainsi que leurs fils Roy et Ron sont arrêtés pour avoir pêché illégalement des coques dans le parc. En 1999, ils sont reconnus coupables en vertu de la Loi sur les parcs nationaux du Canada. Ils portent ensuite la décision en appel et sont acquittés. Jackie et l'un de ses fils obtiennent ensuite un second procès afin d'évoquer leurs droits ancestraux. Le procès, qui devait commencer en 2002, est reporté à plusieurs reprises jusqu'en 2006. En 2008, Jackie Vautour annonce avoir découvert des preuves qu'ils n'aurait jamais dû être exproprié[source insuffisante]. En 2009, il revient en cour, défendu par l'avocat Robert Rideout. Sa défense se base sur la présomption que les anciens habitants de Kouchibouguac sont des Métis, autrement dit qu'ils descendent à la fois de Micmacs et d'Européens, et que son client a donc un droit ancestral de pêche aux coques, d'après la constitution canadienne. Toutefois, cependant, le mot "métis" est un nom français utilisé pour décrire les demi-races un peu comme le nom espagnol mestizo. Jackie et la communauté en question ne font pas partie de la Nation Métis et ne peuvent pas non plus être considérés comme des personnes métisse. Kouchibouguac demeure sur le territoire non cédé des Mi'kmaq, une Première Nation.
Selon l'historien Alan MacEachern, l'affaire Jackie Vautour a marqué l'histoire des parcs nationaux au Canada et la façon dont les terres sont expropriées. Toujours selon le professeur MacEarchern, Parcs Canada a surtout ouvert des parcs dans le nord du pays par la suite, parce qu'il y a moins de résidents et que « l'organisme ne veut pas accepter que, tout comme lui, les expropriés considèrent que certains lieux n'ont pas de prix ». La loi interdit désormais à Parcs Canada d'exproprier des résidents pour créer un parc[source insuffisante].
En 2009, le gouvernement canadien investit 1,3 million de dollar dans le parc, notamment pour mettre en valeur son histoire et les communautés expropriées.

## Jackie Vautour dans la culture

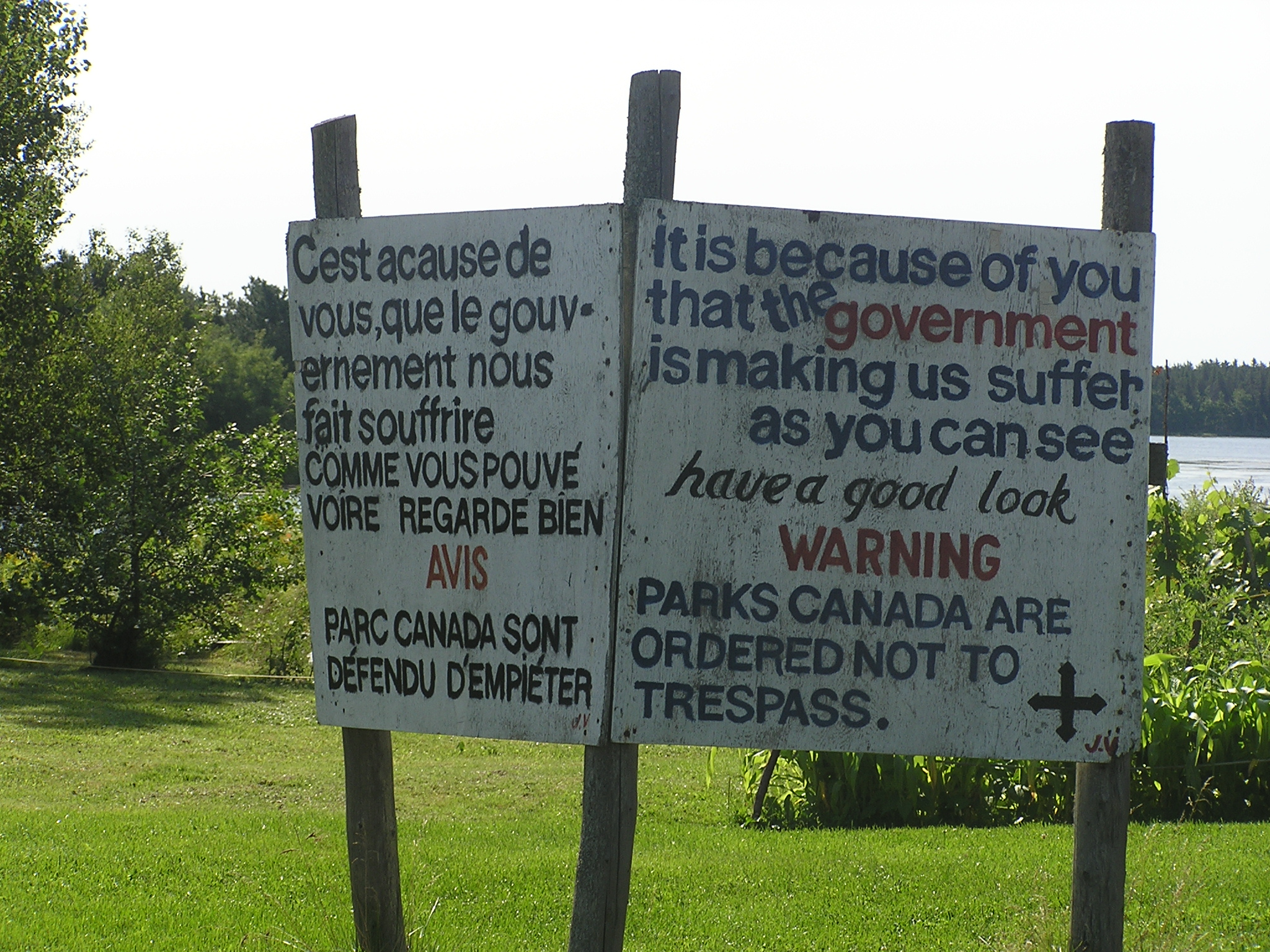
Panneau installé par Jackie Vautour.

Le musicien louisianais Zachary Richard rencontre Jackie Vautour pour la première fois en 1977. Il organise plus tard un concert bénéfice pour les expropriés et écrit la chanson La Ballade de Jackie Vautour.
La chanson Petit Codiac, du groupe Zéro Celcius, mentionne Jackie Vautour.
Une chanson de Daniel Léger figurant sur son deuxième disque lui rend hommage.
Le film Massabielle, réalisé en 1982 par Jacques Savoie, rappelle l'histoire de Jackie Vautour. En 2007, Jean Bourbonnais réalise le documentaire Kouchibouguac. Le film ouvre le Festival international du cinéma francophone en Acadie l'année même. Zachary Richard, le narrateur, demande, dans un message présenté avant la projection, que les gouvernements reconnaissent officiellement « l'injustice qui a été commise envers les familles des expropriés », alors que Jackie Vautour y fait une rare apparition publique, déclarant que « le drapeau qui était hissé dans ma cour. Il est tombé. Le poteau a pourri. Le drapeau a pourri. Je n'ai pas eu d'aide des organismes acadiens ».
La dramaturge acadienne Emma Haché présente en 2011 une pièce de théâtre racontant l'expropriation des terres qui allaient servir à la création du Parc national de Kouchibouguac. Sa pièce, Wolfe, est présentée au Théâtre l’Escaouette de Moncton et au Centre national des arts à Ottawa.
Des retrouvailles annuelles sont organisées dans le parc depuis 2006. L'historien Ronald Rudin, de l'Université Concordia, a publié un livre sur l'histoire de l'expropriation de Kouchibouguac en 2016.
En 2019, Jean Babineau publie un roman, Infini (Éditions Perce-Neige) inspiré du combat de Jackie Vautour.